# Polygala lehmanniana
Polygala lehmanniana är en jungfrulinsväxtart som beskrevs av Christian Friedrich Frederik Ecklon och Zeyh.. Polygala lehmanniana ingår i släktet jungfrulinssläktet, och familjen jungfrulinsväxter. Inga underarter finns listade i Catalogue of Life.